# 2396 Kochi
A 2396 Kochi (ideiglenes jelöléssel 1981 CB) a Naprendszer kisbolygóövében található aszteroida. Tsutomu Seki fedezte fel 1981. február 9-én.